# Giessen (rivière)
Pour les articles homonymes, voir Giessen.
Le Giessen est une rivière française du Grand Est qui coule dans le sud du département du Bas-Rhin. Le Giessen draine la vallée de Villé et débouche dans la plaine d'Alsace. C'est un affluent gauche de l'Ill, donc un sous-affluent du Rhin.

## Géographie

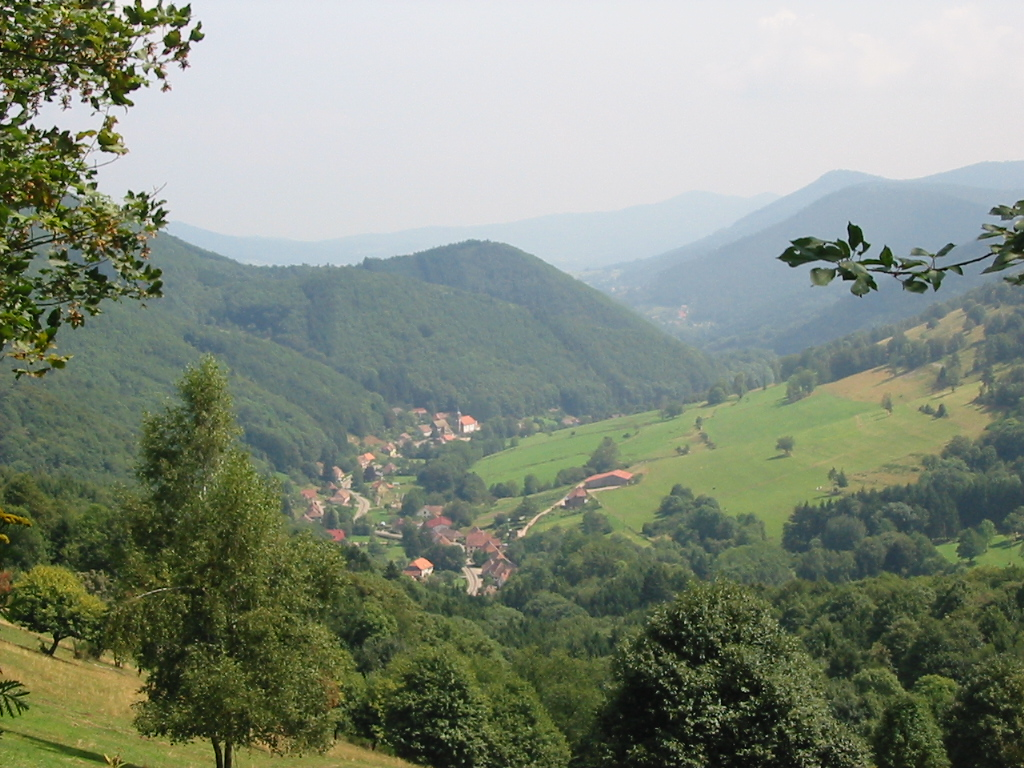
La haute vallée du Giessen à Urbeis.

Le Giessen (anciennement la Scheer [réf. souhaitée]) prend sa source dans le massif des Vosges, à 590 m d'altitude au lieu-dit Faîte au pied du Climont à Urbeis, il draine la vallée de Villé puis est rejoint par la Lièpvrette et débouche dans le plaine d'Alsace à proximité de Sélestat. Le Giessen se jette dans l'Ill à Ebersmunster, après un parcours de 33,6 km.
En amont de Villé, le Giessen présente deux branches: Le Giessen de Steige et le Giessen d'Urbeis, qui prennent tous deux leur source sur les flancs du Climont. Le Giessen recueille les fortes précipitations de la partie montagneuse: Les réseaux en entonnoir du Breitenbach et de l'Erlenbach descendus du Champ du Feu et de l'Ungersberg, le ruisseau de Charbes, issu de la Honel et du Mont, le ruisseau de Froidefontaine et le Luttenbach, ce dernier drainant une partie du massif de l'Altenberg. À la confluence de ses deux branches à Villé, le Giessen a déjà recueilli l'essentiel de son alimentation[réf. souhaitée].
Le cours inférieur du Giessen dans le vallée de Villé, entre Villé et la confluence avec la Lièpvrette, où la pente ne dépasse plus 6 %, ne connaît que des apports très limités. Les cours d'eau sont peu importants dans ce secteur, surtout en raison de la baisse rapide des précipitations vers l'aval. Les ruisseaux de Triembach, Saint-Maurice (Dumpfenbach), de Saint-Pierre-Bois (Estergott) et du Comte-Ban n'écoulent qu'une faible lame d'eau au point que l'avant-vallée doit être alimentée en eau potable par des pompages sur la nappe phréatique de la plaine[réf. souhaitée].

## Affluents
Les principaux affluents sont :
sur la rive droite :
- le Luttenbach à Triembach-au-Val ;
- la Lièpvrette en amont de Châtenois, qui lui apporte 2,02 m3/s et est donc nettement plus important que lui ;
- le Muehlbach, une déviation des eaux de la Lièpvrette ;

sur la rive gauche :
- le ruisseau de Charbes à Fouchy ;
- le Giessen de Steige à Villé ;
- l'Erlenbach/Sonnebach à Villé ;
- le Dumpfenbach à Saint-Maurice ;
- le Kientzelgottbach à Thanvillé ;
- l'Estergott à Saint-Pierre-Bois.

## Hydrologie
Le débit moyen annuel du Giessen à son confluent avec la Lièpvrette se situe entre 1 et 1,5 m3/s, soit nettement moins que la Lièpvrette qui à La Vancelle-Hurst évacue 2 m3/s. Le Giessen présente un régime pluvial, à hautes eaux l'hiver et basses eaux l'été, traduisant ainsi fidèlement le régime pluviométrique vosgien. Le caractère pluvio-nival n'apparaît que lors de certains hivers à enneigement prolongé, ce qui est rare dans le bassin-versant du Giessen dont les altitudes ne sont pas assez élevées pour assurer une couverture neigeuse durable.
Son module maximal de 3,46 m3/s est atteint en amont de Sélestat.